# Raimund Ondráček
Raimund Ondráček (Líšeň, 11 juni 1913 – Unhošť, 1 oktober 2011) was een Tsjechisch kunstschilder, graficus, restaurator en tevens professor aan de Academie voor Schone Kunsten in Praag.

## Leven en werk

### Opleiding
Ondráček studeerde grafische kunsten op de Střední škola umění a designu a Vyšší odborná škola in Brno onder professor Petr Dillinger, František Václav Süsser en E. Hrbek. Op de Academie voor Schone Kunsten in Praag zette hij zijn studie voort onder de professoren Tavík František Šimon, František Petr en Vladimír Pukl. In 1945 studeerde Ondráček af aan de academie.

### Restaurateur
In het voormalige Tsjecho-Slowakije ging hij aan de slag als restaurator en redde op die manier monumentale kunstobjecten in de kastelen van Křivoklát en Karlštejnen in het Nationaal Theater van Praag. Ook restaureerde hij enkele Praagse kerken en frescos in het Emmausklooster en de Sint-Nicolaaskerk. In het buitenland heeft Ondráček meegewerkt aan de restauratie van kunstwerken in Bulgarije, voormalig Joegoslavië, Italië en Albanië.

### Docent
In 1970 nam Ondráček een baan aan aan de Academie voor Schone Kunsten als universitair hoofddocent. Van 1971 of 1973 tot 1984 was hij hoogleraar in restauratie aan de Academie voor Schone Kunsten (AVU) in Praag.

## Eigen artistiek werk
Naast bovengenoemde werkzaamheden was Ondráček kunstschilder. Zijn schilder- en grafische kunst omvatten landschappen en culturele voorstellingen. Hij exposeerde zijn kunst niet alleen in eigen land, maar ook in het buitenland, zowel op zelf georganiseerde exposities als kunsttentoonstellingen. Ondráček was tevens lid van de Sdružení českých umělců grafiků Hollar, het Tsjechische kunstverbond.
Hij ging door met het maken van eigen kunstwerken en kleinere restauratiewerkzaamheden tot op zeer hoge leeftijd.

## Privéleven
Ondráček overleed in 2011 98-jarige leeftijd na een kort ziekbed.
- International Standard Name Identifier: 0000 0000 5562 8234
- Library of Congress Control Number: n84154709
- Nationale Bibliotheek van Tsjechië: jk01091108
- Virtual International Authority File: 77721797
- WorldCat: E39PBJbWwKTvYQrWy3J8qmqfbd